# Maximiliaan Jacob de Man (1788-1854)
Maximiliaan Jacob de Man (Nijmegen, 23 juni 1788 - Nijmegen, 22 december 1854) was een Nederlands politicus.
De Man was een actief Tweede Kamerlid uit een Nijmeegse protestantse patriciërsfamilie. Zijn vader en grootvader waren stadsgeneesheer, zijn vader was tevens schepen. Hij was zowel actief in de advocatuur als in het gemeentebestuur. Hij behoorde vanaf 1840 in de Kamer tot de meer vooruitstrevende leden. Diverse malen was hij voorzitter van een van de afdelingen en was twee keer tweede kandidaat voor het Kamervoorzitterschap.